# Karel Jindřichovský
Karel Jindřichovský (* 28. září 1966, Praha, Československo) je bývalý československý házenkář.
S týmem Československa hrál na letních olympijských hrách v Soulu v roce 1988, kde tým skončil na 6. místě. Nastoupil ve 4 utkáních a dal 13 gólů. Na klubové úrovni hrál v letech 1986-1994 za Duklu Praha.